# Sekretin-Pankreozymin-Test
Der Sekretin-Pankreozymin-Test (SPT) wird in der Medizin genutzt um, die von der Bauchspeicheldrüse (Pankreas) produzieren Verdauungsenzyme in Qualität und Zusammensetzung zu analysieren. Der Test, kommt überwiegend in medizinischen Fachzentren zum Einsatz und gilt als zuverlässigstes Verfahren zur Diagnose einer digestiven Exokrinen Pankreasinsuffizienz, d. h. einer eingeschränkten exokrinen Pankreasfunktion. Da er jedoch aufwändig und teuer ist, wird er nur bei besonderen Fragestellungen sowie im Rahmen von wissenschaftlichen Untersuchungen durchgeführt.

## Durchführung
Mindestens drei Tage vor Durchführung müssen Medikamente, die Enzyme der Bauchspeicheldrüse enthalten, abgesetzt werden. Nach einer Nüchternperiode von mindestens zwölf Stunden wird eine Sonde durch den Magen bis in den Zwölffingerdarm (Duodenum) gelegt. Die Lage muss in der Regel durch eine Röntgendurchleuchtung überprüft werden. Anschließend wird über eine Viertelstunde das Sekret der Bauchspeicheldrüse abgezogen und darin der Gehalt an Natriumhydrogencarbonat (Bikarbonat) und die Aktivität der Enzyme Pankreas-Amylase und Pankreaslipase gemessen. Für die erste Teststufe wird dann eine definierte Menge des Hormons Sekretin gespritzt. Im Anschluss wird erneut zweimal eine Viertelstunde lang das Sekret aus dem Zwölffingerdarm abgezogen und die Bikarbonat-Konzentration bestimmt. In der zweiten Teststufe folgt die Gabe einer definierten Dosis des Hormons Pankreozymin (Cholecystokinin). Wiederum über zweimal eine Viertelstunde erfolgt die Sammlung des Sekretes über die liegende Sonde und aus dieser vierten und fünften Portion wird nun wiederum die Aktivität der Enzyme Pankreas-Amylase und Pankreaslipase bestimmt. Von jeder Portion muss auch das Volumen notiert werden.

## Bewertung
Die Sensitivität beträgt im Mittel 92 Prozent (80–90 Prozent), die Spezifität liegt bei 94 Prozent. Damit ist der Sondentest aussagekräftiger als indirekte Pankreasfunktionsteste wie der Pankreolauryltest, oder die Untersuchung des Stuhlgangs auf Fett, Gewicht sowie von Chymotrypsin B und Pankreas-Elastase. Der Test gilt als zuverlässigste Methode zum Nachweis einer exokrinen Pankreasinsuffizienz. Als Anhaltspunkte für eine normale (physiologische) Sekretion gelten
- ein Gesamtvolumen von mehr als 67 ml/30 min,
- eine Bikarbonat-Sekretion von mehr als 6,5 mmol/30 min beziehungsweise
- eine Bikarbonat-Konzentration von über 70 mmol/l sowie
- eine Pankreas-Amylase-Sekretion von mehr als 12 000 U/30 min und
- eine Pankreas-Lipase-Sekretion von mehr als 65 000 U/30 min.

Falsche Ergebnisse können bei dem Test entstehen, wenn das Sekret nicht vollständig gesammelt, durch Zufluss von Magensäure verdünnt wird oder aus dem Zwölffingerdarm in den Magen zurückfließt. Die Rate an falsch positiven Ergebnissen liegt bei etwa 8 %, diejenige der falsch negativen bei 6 %.